# محمد المجذوب القذافي
العقيد محمد المجذوب القذافي ضابط سابق بالجيش الليبي، وهو من قبيلة القذاذفة، ابن عم الزعيم الليبي معمر القذافي. اسندت له عديد المهام العسكرية والأمنية في ليبيا وكان له تأثير في الحياة العسكرية والسياسية في البلاد، حيث كان رئيس حركة اللجان الثورية بعد الرائد عبد السلام جلود الرجل الثاني بالنظام الليبي. توفي 13-7-2007 في ألمانيا.

## عنه
محمد سعود المجدوب مواليد 1951، وأب لأربعة أولاد وثلاث بنات، درس الابتدائية والإعدادية والثانوية بسرت.
التحق بالكلية العسكرية في شهر 4 سنة 1971، التحق بقوة الصاعقة وعين في كتيبة 221 صاعقة بمعسكر درنة. التحق بقوات الردع العربية صيف 1976.
التحق بالدراسة الجامعية بقسم التاريخ بجامعة قاريونس سنة 1976 ونال الليسانس من كلية الآداب قسم التاريخ سنة 1982. شارك في ثورة الطلاب سنة 1976.
درس العلوم العسكرية في مصر ونال دبلوم عالي في العلوم العسكرية. التحق سنة 1978 بمكتب الاتصال باللجان الثورية، وبقى منسقا لحركة اللجان الثورية حتى وفاته.
شارك في قوات الردع العربية لوقف الحرب الأهلية اللبنانية، وشارك في مقاومة الاحتلال الإسرائيلي في لبنان على رأس وحدة ليبية مع الحركة الوطنية اللبنانية، وأصيب أثناء مواجهات العدو الصهيوني في لبنان وأجريت له عملية جراحية على إثرها، وبقيت شظايا به حتى وفاته. شارك في الدفاع عن مخيمات صبرا وشاتيلا وبرج البراجنة أثناء الاجتياح الإسرائيلي للبنان.
تولى الإشراف على الاتصال بالقوى الثورية والوطنية في الوطن العربي وخاصة لبنان وفلسطين. تولي رئاسة لجنة دعم الشعب الفلسطيني منذ انتفاضته الأولى. أشرف على عملية تطوع الشباب الليبي للانخراط في المقاومة الفلسطينية واللبنانية. تولى رعاية الطلبة الفلسطينيين الدارسين في الوطن العربي والدول الأوروبية. تولى إدارة الحوار بين حركة اللجان الثورية والأحزاب الشيوعية والقومية والإسلامية في الوطن العربي تأسيسا لملتقى الحوار العربي الثوري الديمقراطي.
أختير أمينا عاما لملتقى الحوار العربي الثوري الديمقراطي، وتولى رئاسة لجنة التنسيق والمتابعة القومية. تولى رئاسة اللجنة القومية لمقاومة الاستسلام و«التطبيع»، وتأسيس المؤتمر الشعبي لمقاومة «التطبيع». تابع وأشرف على تأسيس الحركة الثورية العربية وحركة اللجان الثورية. ساهم وأشرف وتابع الاتصال بالحركات الثورية في أفريقيا والعالم. ساهم وتابع وأشرف على إقامة علاقات ثورية وشعبية مع كل الفعاليات السياسية والوطنية والثورية والشعبية في كل أنحاء العالم.